# Kislevelű orgona
A kislevelű orgona (Syringa microphylla) az olajfafélék (Oleaceae) családjába tartozó cserje. Hazája Észak- és Közép-Kína.

## Jellemzői
Lassú és tömött növekedésű, 1,5-2 méter magasságot elérő felfelé álló ágú cserje, apró széles tojásdad levelekkel.
A közönséges orgonától eltérően illatos virágai többszörösen összetett szabálytalan bugákban nyílnak júniusban, majd - valamivel gyérebben - szeptemberben.
A faiskolák a nagybugájú, rózsaszín virágú 'Superba' fajtáját szaporítják.
Közepes igényű, főleg házikertbe való.

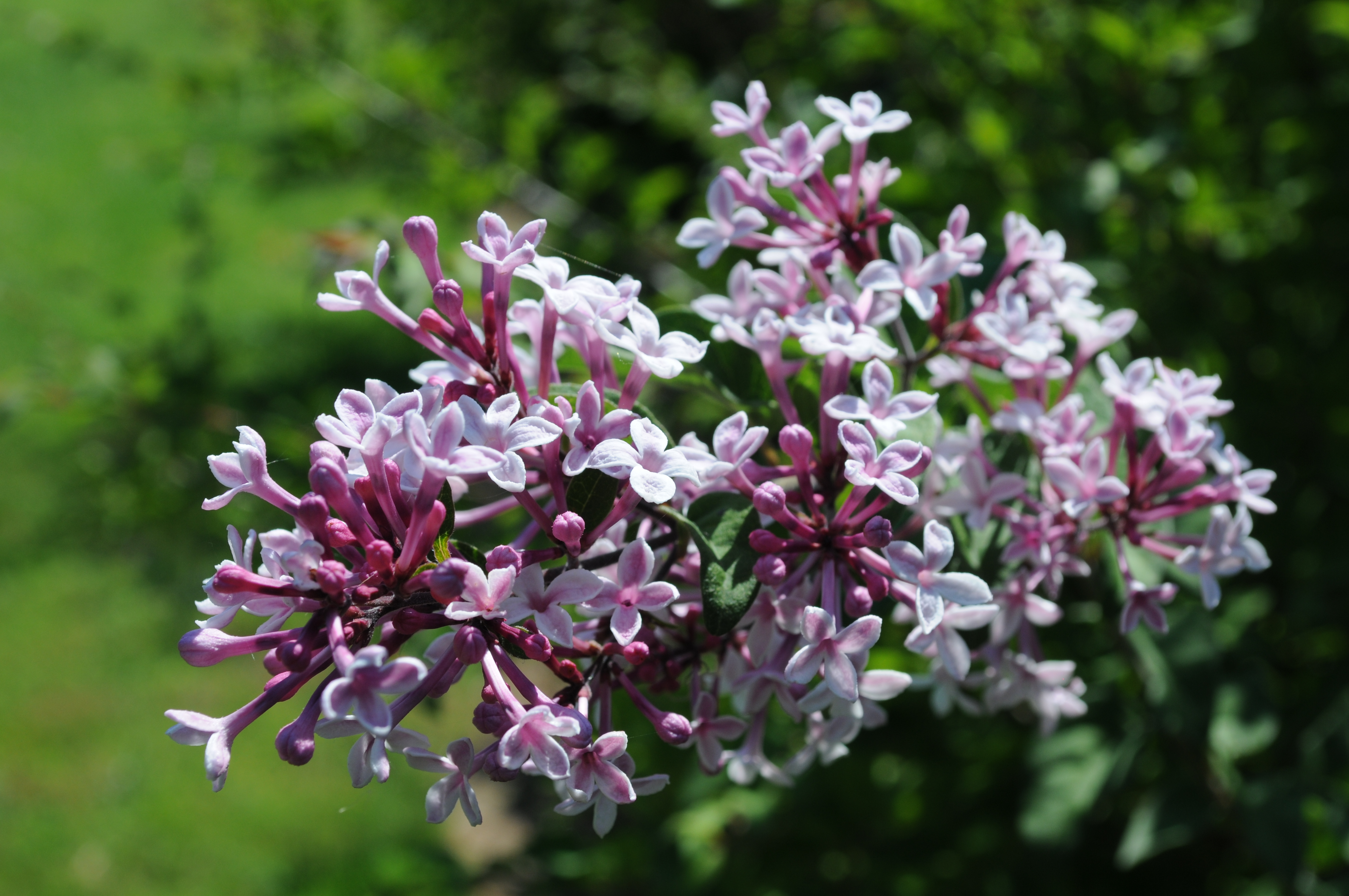
Kislevelű orgona virágzata
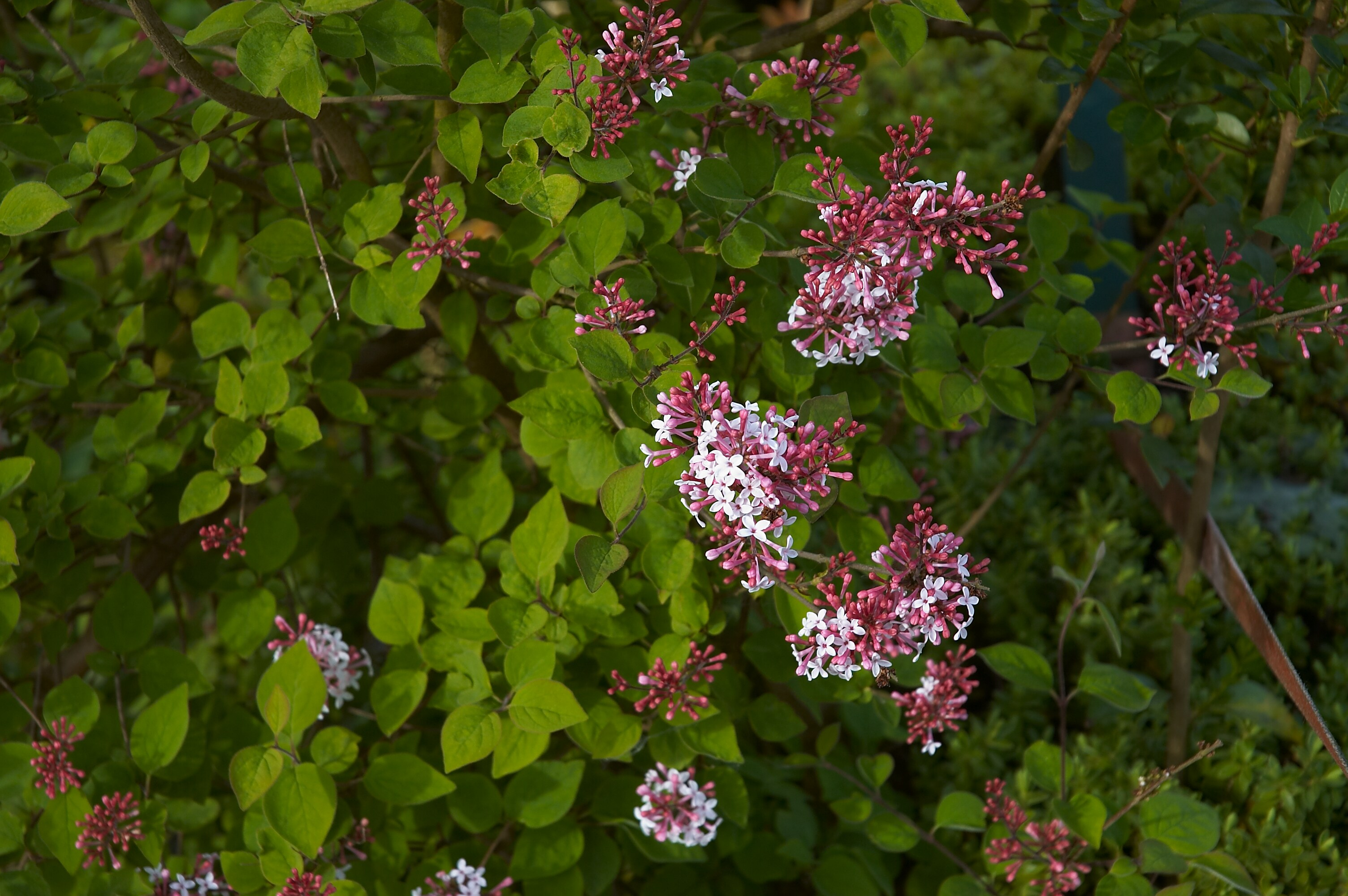
Syringa microphylla 'Superba'

## Hasonló fajok
Hasonló megjelenésű és termetű, de valamivel nagyobb levelű fajok az ugyancsak Kínából származó S. meyeri és a koreai származású, puhán szőrözött levélfonákú S. velutina (S. patula, S. palibinina). A másodvirágzásra ugyancsak hajlamosak.